# رنه ریدلویچ
رنه ریدلویچ (انگلیسی: René Rydlewicz؛ زادهٔ ۱۸ ژوئیهٔ ۱۹۷۳) بازیکن فوتبال اهل آلمان است.
از باشگاه‌هایی که در آن بازی کرده‌است می‌توان به باشگاه فوتبال دینامو برلینر، باشگاه فوتبال مونیخ ۱۸۶۰، باشگاه فوتبال آرمینیا بیله‌فلد، باشگاه فوتبال بایر ۰۴ لورکوزن، و باشگاه فوتبال هانزا روستوک اشاره کرد.